# Lacinularia pedunculata
Lacinularia pedunculata är en hjuldjursart som beskrevs av Hudson 1889. Lacinularia pedunculata ingår i släktet Lacinularia och familjen Flosculariidae. Inga underarter finns listade i Catalogue of Life.